# Dr. Jekyll and Mr. Hyde
Dr. Jekyll and Mr. Hyde (яп. ジーキル博士の彷魔が刻 Jīkiru Hakase no Hōma ga Toki) — видеоигра жанра платформер, разработанная компанией Advance Communication и выпущенная компанией Toho 8 апреля 1988 года в Японии и компанией Bandai в апреле 1989 года в Северной Америке эксклюзивно для игровой приставки NES. Основана на популярном романе Роберта Стивенсона «Странная история доктора Джекила и мистера Хайда».

## Сюжет и геймплей
|                                                  |
|                                                  |
| Процесс игры за Джекила (сверху) и Хайда (снизу) |

Хотя игра и основана на романе, сюжет Dr. Jekyll and Mr. Hyde не имеет ничего общего с сюжетом романа, кроме главных героев — доктора Джекила и его тёмной стороны — мистера Хайда и того факта, что действие игры также происходит в Англии конца XIX века.
В плане геймплея Dr. Jekyll and Mr. Hyde представляет собой типичный ранний платформер. Игра начинается с того, что доктор Джекил идёт по улице Лондона. В верхней части экрана расположены две шкалы: шкала здоровья и шкала уровня раздражённости (в игре просто Life и Meter). Если уровень здоровья снижается до нуля, игрок теряет игровую жизнь. Если же до нуля падает уровень шкалы раздражённости, доктор Джекил превращается в мистера Хайда.
Играя за доктора, игрок должен стараться избегать всего, что может действовать на шкалу «Meter»: пауки, лающие собаки, толкающиеся прохожие, стреляющие из рогаток мальчишки-хулиганы. Кроме того, следует избегать препятствий, отнимающих уровень жизни, например, взрывающихся бомб. При этом оружия как такового у доктора нет. Игра за мистера Хайда становится более мрачной и опасной, игровые локации темнеют и заполняются многочисленными врагами: прыгающими мозгами, призраками, ожившими мертвецами и т. п., столкновение с которыми отнимает здоровье у персонажа. Цель этой части игры — как можно быстрее пополнить шкалу Meter, чтобы вновь стать доктором. Для пополнения шкалы необходимо убивать противников.
Игра за обоих персонажей протекает отдельно. То есть, превращаясь в мистера Хайда, игра начинается не с того места, до которого дошёл доктор Джекил, а с того, где последний раз остановился Хайд. Если же Хайд сможет дойти до того места, где остановился доктор, игра считается проигранной. Так что для успешного прохождения игры надо стараться пройти как можно дальше доктором и как можно меньше Хайдом, для чего надо стараться как можно быстрее уничтожить достаточное для обратного перевоплощения количество врагов.
Всего игра состоит из шести уровней. В североамериканской версии: город, кладбище, город, парк, кладбище, улица; в японской: город, парк, аллея, город, кладбище, улица. Оформление уровней также отличается между версиями.

## Критика
В целом, Dr. Jekyll and Mr. Hyde получила почти во всех отзывах крайне низкие оценки. Во многих рецензиях говорилось о неплохой графике, но плохом музыкальном оформлении, завышенной сложности и примитивном геймплее. На популярном информационном веб-сайте Allgame игра получила всего 1,5 балла из 5, а на интернет-портале GameFAQs — 1,9/10 по результатам 9 рецензий.

### Рецензии
- На посвящённом NES-овским играм сайте NES Archives игра получила оценку D+ по шкале от F- до A+. Игровой процесс был назван чрезмерно сложным, так что некоторые препятствия невозможно преодолеть, не получив повреждения. Сам концепт при этом был назван довольно неплохим, однако неудачно проработанным[5].
- Также весьма низкую оценку — 22 %, Dr. Jekyll and Mr. Hyde получила на веб-сайте Just Games Retro, специализирующемся на видеоиграх 3-4 поколений, в том числе: оценку 5/10 за графику, 4/10 за геймплей и 2/10 за управление, музыку и звук. Как и в большинстве других отзывах, особенно низко были оценены неудачное, по мнению сайта, управление, крайне некачественные звуковые эффекты и слишком высокая сложность[6].
- Немецкий веб-сайт, обозреватель игр для приставок и портативок Nintendo — NintendoFans.de, поставил приключениям Джекила и Хайда 2 балла из 10, назвав игру крайне скучной. Кроме того, к минусам игры были отнесены однообразная музыка и завышенная сложность. Графика при этом была отмечена рецензентом как вполне неплохая[7].
- Джеймс Рольф, также известный под псевдонимом Angry Video Game Nerd, посвятил этой игре 2-й и 95-й эпизоды своего одноимённого шоу. Впоследствии, во время интервью он назвал эту игру худшей из когда-либо существующих.

## Прочие факты
- Видеоигра с таким же названием, но с совсем другим геймплеем, в жанре текстового квеста была издана в 1988 году компанией Essential Myth для Atari ST и ZX Spectrum[8].